# Regina García López
Regina García López (Valtravieso, Asturias, 1898 - Madrid, 22 de mayo de 1942), también conocida como La Asturianita, fue una artista de variedades española.
Nacida en 1898 en Valtravieso, una aldea asturiana del Concejo de Valdés, en el seno de una familia rural pobre. Tenía 7 hermanos y hermanas. Un accidente en el aserradero de su padre Celestino cuando tenía nueve años, le hizo perder los dos brazos por lo que aprendió a desempeñarse con ayuda únicamente de su boca y sus pies, lo que emplearía luego en su vida artística. Estudió en una escuela de la localidad hasta los 15 años, gracias a un benefactor local que pagó sus estudios. Aprendió a escribir a máquina, escribir, dibujar, pintar, coser, comer, beber, tocar el acordeón-piano, tirar al blanco con una escopeta, y conducir un automóvil, solo con su boca y sus pies. Debutó en el Teatro Jovellanos de Gijón, actuando para la infanta Isabel de Borbón y Borbón en 1919. En los años siguientes visitó decenas de países y territorios con su espectáculo de teatro, entre ellos, Portugal, Turquía, Egipto, Palestina, Estados Unidos, Cuba, Puerto Rico, Venezuela, Uruguay, Argentina y Brasil. Se casó en 1923 con Juan Dámaso de Cisneros Díaz (1891-1957), un empleado de correos, y tuvieron 3 hijos: María, Marcelino, y Juan. En 1928 se separaron estando en Uruguay; nunca se divorciaron. En 1933 fue recibida por el presidente Franklin D. Roosevelt en la Casa Blanca.
En abril de 1937 fue encarcelada en la Cárcel de mujeres de Ventas, acusada de espiar para los franquistas, siendo liberada al final de la guerra civil española, el 1 de abril de 1939, sin embargo, pocos meses después sería de nuevo encarcelada, acusada de espiar para los republicanos. En prisión coincidiría con Las Trece Rosas.
El 3 de marzo de 1942 se celebró su juicio, solicitando el fiscal 30 años de cárcel. Fue declarada inocente, pero no fue liberada. Fue considerada enferma mental (parafrenia), y fue recluida en un centro psiquiátrico de Madrid donde contrajo tifus exantemático, que causó su muerte. Murió el 22 de mayo de 1942 en esa ciudad, a los 43 años.